# Цирк ужасов
«Цирк ужасов» (англ. Circus of Horrors) — британский фильм ужасов 1960 года.

## Сюжет
Англия, 1947 год. Пластический хирург доктор Росситер разыскивается полицией после одной своей операции, приведшей к печальным последствиям. Он с двумя своими ассистентами, Анжелой и Мартином, перебирается во Францию и берёт себе новое имя — Шулер. Вскоре Росситер-Шулер заводит знакомство с владельцем цирка, Ванэ, и с его дочерью, Николь. Девушка навеки обезображена после одной из бесчисленных бомбёжек недавно кончившейся войны. Доктор делает ей операцию и Николь вновь становится красавицей. Благодарный отец делает Шулера совладельцем своего циркового бизнеса, а затем вскоре погибает при весьма странных обстоятельствах, таким образом хирург становится единоличным владельцем цирка.
На протяжении долгого времени цирк успешно гастролирует по Европе, но основным увлечением Шулера остаётся пластическая хирургия: повсюду он набирает циркачей из отбросов общества, меняет им внешность и держит их в подчинении угрозой разоблачения. Помимо этого доктор знакомится с уродливыми девушками и предлагает сделать их красавицами. Все, конечно же, соглашаются, однако у доктора есть одно условие: все они должны остаться в его «Храме красоты». Если же кто-то, обретя привлекательность, желает покинуть цирк Шулера, то очень скоро эта девушка находится умершей при загадочных обстоятельствах. Полиция идёт по пятам за подозрительным цирком…

## В ролях
- Антон Диффринг — доктор Росситер, он же доктор Шулер, пластический хирург
- Эрика Ремберг[нем.] — Элисса Каро
- Дональд Плезенс — Ванэ, владелец цирка
- Ивонн Монло — Николь Ванэ, его дочь
- Джек Гвиллим[англ.] — суперинтендант Эндрюс
- Джейн Хилтон[англ.] — Анжела, ассистентка доктора Росситера-Шулера
- Кеннет Гриффит[англ.] — Мартин, ассистент доктора Росситера-Шулера
- Конрад Филлипс[англ.] — инспектор Артур Эймс
- Ивонн Ромейн[англ.] — Мелина
- Уильям Мервин[англ.] — доктор Морли
- Джон Меривейл[англ.] — Эдвард Финсбери
- Питер Суонуик[англ.] — инспектор Кнопф
- Уолтер Готелл — барон фон Грюбер

В титрах не указаны
- Кенни Бейкер — карлик (впервые на экране)
- Глин Хьюстон[англ.] — грубиян на карнавале

## Факты
- Цирк, «снявшийся» в фильме, принадлежит конферансье и импресарио Билли Смарту-мл.[англ.] На время съёмок это был третий по величине цирк-шапито в Великобритании. Логотип владельца не стали маскировать, поэтому на цирке ясно различимы инициалы B. S., хотя в финале фильма его однозначно называют «Цирк Шулера» (англ. Shuler's Circus). В массовке снялись несколько настоящих артистов этого цирка[2].
- Большинство уличных сцен сняты в парке Clapham Common[англ.] в Лондоне и в городке Эмершем[англ.] в Бакингемшире[2].
- В ленте звучит песня Look For A Star[2], написанная Тони Хэтчем[англ.] (под псевдонимом Марк Энтони), которому на момент премьеры картины было всего 20 лет. Позднее он стал известным композитором, сочинителем песен, пианистом, музыкальным аранжировщиком и музыкальным продюсером. В США свои записи этой песни одновременно выпустили несколько исполнителей, среди которых Базз Кэсон[англ.] (его версия была на 16-м месте в чартах) и Билли Вон (инструментальная версия, достигла 19-го места в чартах)[3].